# فرودگاه شرناق
فرودگاه شرناق (به ترکی استانبولی: Şırnak Airport) یک فرودگاه در ترکیه است که در شهر جزیره و در استان شرناق واقع شده‌است. این فرودگاه عمومی/غیرنظامی در ۲۶ ژوئیه ۲۰۱۳ گشایش یافت. این فرودگاه در ۶۰ کیلومتری (۳۷ مایلی) با مرکز استان شرناق یعنی شهر شرناق فاصله دارد.

## شرکت‌های هواپیمایی و مقصدهای پروازی
| شرکت‌های هواپیمایی | مقصدهای پروازی                                           |
| ----------------- | -------------------------------------------------------- |
| آنادولوجت         | فرودگاه بین‌المللی اسن‌بوغا، فرودگاه بین‌المللی صبیحه گوکچن |
| ترکیش ایرلاینز    | فرودگاه جدید استانبول                                    |